# Burg Meinhövel
Die Burg Meinhövel ist eine abgegangene Wasserburg wenige hundert Meter nordnordöstlich von Nordkirchen im Kreis Coesfeld in Nordrhein-Westfalen.

## Lage und heutiger Zustand
Die Burg befand sich gut 500 m östlich der von Nordkirchen nach Münster führenden Landstraße am Teufelsbach, der ihre Gräften speiste. Reste von Gräben und Wallanlagen sind im Meinhöveler Forst erkennbar. Unmittelbar nördlich des Teufelsbaches befindet sich eine runde, über die Umgebung erhobene Struktur von 97 Meter Durchmesser, die der ehemaligen Hauptburg zugeordnet wird. Bis auf einen Zugang von Norden ist die Erhebung von einem auch heute noch Wasser führenden Graben umgeben. Eine sich nördlich anschließende, deutlich größere Ringstruktur (Durchmesser 177 Meter) trug vermutlich die Wirtschaftsgebäude der Vorburg. Auch sie wird außen von einem Wassergraben gesäumt. Bis in die 1980er Jahre lagen die Reste der Burg Meinhövel in feuchtem Wiesen- und Weidegelände. Danach wurde der Bereich aufgeforstet, um die Kosten für eine aufwändige Drainage zu sparen. Bei der Aufforstung wurde der kleinere der beiden Ringwälle im Osten abgeflacht, um das Gelände gleichmäßiger zu gestalten.
Das Gelände gehört heute dem Land Nordrhein-Westfalen, das es 2004 vom Herzog von Arenberg erwarb.

## Geschichte
Die Familie von Meinhövel war ein altes edelfreies Adelsgeschlecht, dessen Ursprünge sich im Dunkel der Geschichte verlieren. In älterer Literatur wird als Erbauer der Burg Meinhövel Hermann I., Sohn von Ethelhard und Bruder von Albion, vermutet. Er soll als Heerführer der Sachsen gegen Karl den Großen 789 bei Harstatt gefallen und mit Asta, der Schwester des norwegischen Königs, verheiratet gewesen sein.
Wahrscheinlich bestand eine Stammesverwandtschaft mit denen von Bevern, von Steinfurt und von Münster (die ein ähnliches Wappen führen) und weiteren westfälischen Dynastengeschlechtern.
Die Herren von Meinhövel besaßen umfangreiche Güter in Davensberg, Selm und Nordkirchen und stellten die Vizevögte der Grafen von Tecklenburg, die zusammen mit den Grafen von Geldern der Stiftsvogtei von Mimigernaford vorstanden. Während der ersten Hälfte des 13. Jahrhunderts gerieten sie mit dem münsterschen Landesherrn Ludolf von Holte in Konflikt. Am 27. Juni 1242 unterlagen die Meinhöveler und ihre Verbündeten in der Schlacht bei Ermen bei Lüdinghausen den fürstbischöflichen Truppen. Vermutlich wurde Burg Meinhövel im Anschluss an diese Niederlage zerstört.

## Diskussion
Germania Sacra hält zwar die Existenz einer Burg Meinhövel für unbewiesen und unwahrscheinlich, bezieht diese Aussage jedoch auf eine Vorgängerburg am Platz der Burg Wolbeck. Dass es sich bei der Nordkirchener Burg tatsächlich um den Stammsitz der Familie Meinhövel handelte, wird u. a. durch einen Prozess gestützt, den Bertha von Münster zu Diepenbrock, eine Nachfahrin der Meinhövels, gegen die ebenfalls in Nordkirchen ansässige adelige Familie Morrien vor dem Reichskammergericht anstrengte. Morrien bestritt, dass es in Nordkirchen einen früheren Adelssitz der Familie Meinhövel gegeben habe, als Bertha unter Verweis auf alte Rechte nach Nordkirchen zog, um einen halben Kilometer westlich des Burgstalls neben der Mühle am Teufelsbach einen Wohnturm zu errichten. Den Prozess, bei dem es letztendlich um die Vorherrschaft in Nordkirchen ging, hat sie allem Anschein nach gewonnen und ihr Sohn konnte den Wohnturm nach und nach zu einer ansehnlichen Burg erweitern.
Nicht hundertprozentig sicher ist, ob eine Schlacht bei Ermen 1242 tatsächlich stattgefunden hat. Bei der Schlacht sollen die Söhne der Witwe von Meinhövel ums Leben gekommen sein. Allerdings sind für das Jahr 1242 nach Peter Ilisch keine Todesfälle in der Familie zu verzeichnen und die Urkunden der Zeit belegen ein ungetrübtes Verhältnis zum Bischof.